# Cornelis Petrus Tiele
Cornelis Petrus Tiele (Leida, 16 dicembre 1830 – 11 gennaio 1902) è stato uno storico delle religioni e teologo olandese.

## La vita
Importante storico delle religioni olandese, Cornelis Petrus Tiele appartenne al gruppo riformato dei Remonstranste Broederschap fondato nel XVI secolo da Jacobus Arminius (1560-1609).
Laureatosi in Teologia all'università di Amsterdam ricoprì l'incarico di pastore prima a Moordrecht nel 1853 e poi a Rotterdam nel 1856.
Nel 1873 venne nominato professore al Seminario riformato di Leida e, quando il governo olandese il 1º ottobre 1877 sostituì le cattedre di Teologia di Stato con quelle di Scienza delle religioni, la rispettiva cattedra gli venne affidata venendo, successivamente, nominato anche rettore dell'università.

## La Scienza delle Religioni e la Ierologia
Nel 1876 Cornelis Petrus Tiele pubblicò l'opera Geschiedenis van den Godsdienst (Storia delle religioni), tradotta in inglese nel 1877, in francese nel 1880 e in svedese nel 1887.
Secondo Tiele la Scienza delle religioni dovrebbe essere denominata come ierologia (scienza del sacro) con due ambiti distinti:
- la "Ierografia", che descrive le singole credenze religiose;
- la "Storia delle religioni", che descrive lo sviluppo storico e i mutamenti delle credenze religiose, ma che ha anche il compito di indicare le evoluzioni di queste credenze.

Il fenomeno religioso, per Tiele, è universale e in quanto tale non può avere origine storica, quanto piuttosto psicologica. Esso consiste nel rapporto tra le "potenze sovrumane" in cui crede l'uomo ed egli stesso.

## Opere
- De Godsdienst van Zarathustra, van het Ontstaan in Baktrie, tot den Val van het Oud-Perzische Rijk (1864)
- Vergelijkende geschiedenis van de egyptische en mesopotamische Godsdiensten (1872)
- Geschiedenis van den godsdienst in de oudheid tot op Alexander den Groote(1876)
- De Vrucht der Assyriologie voor de vergelijkende geschiedenis der Godsdiensten (1877)